# Băbeni
Băbeni je rumunské město v župě Vâlcea. Žije zde přibližně 7 600 obyvatel. K městu administrativně náleží šest okolních vesnic.

## Části obce
- Băbeni – 5 590 obyvatel
- Bonciu – 140
- Capu Dealului – 181
- Pădurețu – 214
- Români – 854
- Tătărani – 338
- Valea Mare – 1 134